# 436e régiment de pionniers
Le 436e régiment de pionniers (436e RP) est un régiment français d'infanterie qui servit durant la Seconde Guerre mondiale. 
Formé à la mobilisation de septembre 1939, il fut rassemblé à Nantes et était sous le commandement du lieutenant-colonel Thomas. Il partit ensuite sur la ligne Maginot à Saverne en Alsace pendant la drôle de guerre. Lors de l'attaque allemande en mai 1940, le régiment fut envoyé en renfort dans la Somme mais du rapidement battre en retraite en direction de la Seine qu'il franchit à Pont-de-l'Arche avant de se replier à côté de Laval, à Saint-Pierre-la-Cour. 
Le poète et résistant Robert Desnos y fut mobilisé.

## Source
- SHD Vincennes 34 N 333